# Ивановка (Ермаковский район)
Ивановка — село в Ермаковском районе Красноярского края, административный центр Ивановского сельсовета. Выделено в 1989 году из Жеблахтинского сельсовета.

## География
Село находится примерно в 15 километрах по прямой на северо-запад от районного центра села Ермаковское.

## Климат
Климат резко континентальный с холодной продолжительной зимой и коротким жарким летом. Средняя многолетняя годовая температура воздуха составляет — 2 градуса, наиболее теплым является июль, наиболее холодным — январь. Наблюдаются значительные температурные абсолютные минимумы и максимумы: температура воздуха в декабре может опуститься до −50,4 °С, а в мае подняться до +30 °С.

## История
Официально село основано в 1889 г., когда в этом месте на реке Оя был основан свеклосахарный завод. В 1926 году в селе проживало 687 человек. В советское время работали колхозы «14 лет Октября», имени IX Райсъезда.

## Население
| 1989 | 2002 | 2010 | 2012 | 2013 | 2014 | 2015 |
| ---- | ---- | ---- | ---- | ---- | ---- | ---- |
| 359  | ↗429 | ↗444 | ↗445 | ↘438 | ↘435 | ↘429 |
| 2016 | 2017 |      |      |      |      |      |
| ↗433 | ↘421 |      |      |      |      |      |

Постоянное население составляло 429 человек в 2002 году (99 % русские), 444 в 2010.

## Инфраструктура
В селе есть средняя школа, фельдшерский пункт, детский сад, библиотека, дом культуры.